# Sakuna: Of Rice and Ruin
Sakuna: Of Rice and Ruin es un videojuegos de rol desarrollado por Edelweiss y publicado por Marvelous. Se lanzó por primera vez en Norteamérica el 10 de noviembre de 2020 para Nintendo Switch, PlayStation 4 y PC a través de Steam. Posteriormente se lanzó en Japón el 12 de noviembre y en Europa y Australia el 20 de noviembre.

## Sinopsis
El juego sigue a la Princesa Sakuna, una guerrera mimada y diosa de la cosecha que es desterrada con su familiar Tama y un pequeño grupo de humanos a la Isla de los Demonios después de que los humanos ingresan inadvertidamente al Reino Superior celestial, donde residen los dioses, y accidentalmente causan caos mientras Sakuna intentó detenerlos. Incapaz de enviar inmediatamente a los humanos de regreso a casa, la diosa principal Lady Kamuhitsuki le encarga a Sakuna que los cuide y al mismo tiempo limpie la isla de bestias demoníacas antes de que llegue el momento en que pueda enviar a los humanos de regreso a su propio mundo.

## Jugabilidad
Los jugadores controlan a la diosa Princesa Sakuna, quien tiene la tarea de explorar la Isla de los Demonios y limpiarla de monstruos mientras cuida de un pequeño grupo de personajes humanos. El juego se divide en dos estilos de juego separados: niveles de plataformas de desplazamiento lateral tipo hack and slash que se revelan gradualmente en un mapa de la isla a medida que los jugadores completan objetivos, y un simulador de agricultura donde el jugador debe cultivar arroz en un pequeño arrozal en la aldea donde Sakuna y los humanos viven. Los niveles de desplazamiento lateral emplean una perspectiva 2.5D, mientras que la exploración de la aldea y la mayoría de las tareas de cultivo de arroz se realizan desde una perspectiva en tercera persona desde detrás del jugador.
En los niveles de desplazamiento lateral, los jugadores exploran y recolectan recursos y usan las herramientas agrícolas de Sakuna para luchar contra animales demoníacos. Los jugadores también pueden agarrarse a superficies y deslizarse usando un "vestido divino", una faja mágica que usa Sakuna y que puede extenderse a grandes longitudes. El juego presenta un ciclo día/noche, y los enemigos se vuelven más poderosos y peligrosos una vez que cae la noche. Al final del día, Sakuna puede regresar a la aldea y sentarse a cenar con los humanos, comiendo una comida preparada con ingredientes que el jugador ha reunido. La comida restaura la salud y la resistencia de Sakuna. Dependiendo de los platos servidos, la comida también activa ciertas habilidades y proporciona varios beneficios temporales a las estadísticas de Sakuna para el día siguiente. Sakuna también puede pedirles a los humanos que la ayuden a recolectar recursos, conservar ingredientes para consumo futuro y fabricar herramientas agrícolas y prendas de vestir mejoradas.
Los jugadores cultivan arroz a través de un proceso que se lleva a cabo durante varias temporadas del juego, y una temporada consta de 3 días de juego. Cultivar arroz requiere múltiples pasos que toman la forma de varios minijuegos que incluyen labrar el campo, plantar el arroz y agregar fertilizante, y controlar los niveles de agua y las malezas antes de cosechar el arroz y descascararlo. Cada cosecha de arroz aumenta permanentemente las estadísticas de Sakuna, que los jugadores pueden aumentar aún más mejorando la calidad de la cosecha mediante una gestión cuidadosa de su cosecha. Sakuna puede ahorrar tiempo pidiéndole a uno de los humanos que complete cada tarea de cultivo de arroz por ella, aunque lo harán con menos habilidad. Al realizar las tareas ellos mismos, los jugadores eventualmente desbloquearán nuevas habilidades para hacer que el proceso sea más rápido y eficiente.

## Desarrollo
Sakuna: Of Rice and Ruin fue desarrollado por Edelweiss, un equipo de dos hombres que previamente desarrolló el juego de disparos Astebreed de 2014. El equipo comenzó a trabajar en Sakuna en 2015. Antes de que decidieran centrarse en los elementos agrícolas y de lucha, el juego iba a ser una secuela del título anterior de Edelweiss, Fairy Bloom Freesia.
Con Sakuna el director Nal quiso abordar las críticas de sus juegos anteriores por su falta de duración, construcción del mundo e historia; La mayor parte del tiempo de desarrollo se dedicó a hacer que la simulación de la cosecha de arroz fuera lo más realista posible. Koichi, un artista del juego, realizó investigaciones cultivando arroz en su balcón y leyendo sobre agricultura en bibliotecas públicas (como la Biblioteca Nacional de la Dieta) y archivos en regiones rurales. Para investigar los hogares tradicionales japoneses, visitó Kioto y Shirakawa-go.
El juego se anunció por primera vez en el E3 2017. Su lanzamiento estaba previsto originalmente para 2019, pero se retrasó hasta 2020. Hacia el final del desarrollo, más de diez personas estaban trabajando directamente en el juego. Edelweiss fijó un objetivo de ventas inicial de 30.000 copias vendidas.
Según Edelweiss, no hay planes para contenido descargable para el juego.

## Recepción
Sakuna: Of Rice and Ruin recibió críticas generalmente favorables según el agregador de reseñas Metacritic. Fue un éxito comercial, con más de 850.000 copias enviadas hasta el 29 de enero de 2021. El juego había vendido 1 millón de copias hasta el 4 de junio de 2021.

## Legado
Edelweiss declaró en enero de 2021 que esperan crear una secuela en el futuro.
En julio de 2021, tres personajes de Sakuna aparecen como espíritus en el juego de lucha cruzado Super Smash Bros. Ultimate. A finales de agosto del mismo año, el atuendo de Sakuna estuvo disponible en una colaboración DLC con Story of Seasons: Pioneers of Olive Town. Sakuna también aparece en una colaboración con el juego de acción rogue-lite de 2021 Metallic Child.

## Adaptación al anime
Una adaptación de manga de Jiji & Pinch, titulada Tensui no Sakuna Hime: Ikusa Datara no Kamigami, se serializó del 26 de noviembre de 2021 al 25 de noviembre de 2022 en el sitio web de manga Comiplex de Hero's Inc.
El 9 de marzo de 2024 se anunció una adaptación de la serie de televisión de anime. La serie es producida por P.A. Works dirección de Masayuki Yoshihara, con Jukki Hanada supervisando y escribiendo los guiones de la serie. Se estrenará en TV Tokyo y sus afiliados el 6 de julio de 2024. El tema de apertura, "Seisei!", es interpretado por Ikimonogakari, mientras que el tema de cierre, "Origami", es interpretado por Little Glee Monster. Crunchyroll obtuvo la licencia de la serie fuera de Asia.
Se anunció una secuela de la serie de anime en noviembre de 2024.